# Lawe Serke
Lawe Serke is een bestuurslaag in het regentschap Aceh Tenggara van de provincie Atjeh, Indonesië. Lawe Serke telt 548 inwoners (volkstelling 2010).